# Estonie au Concours Eurovision de la chanson junior
L'Estonie participe au Concours Eurovision de la chanson junior depuis sa 21e édition en 2023.

## Participation
L'Estonie a diffusé les deux premières éditions du concours en 2003 et 2004 mais sans y prenant pas part, en raison d’un coût financier trop important,.
Lors d’une conférence de presse qui a lieu le 18 novembre 2015, le superviseur exécutif du concours,  Vladislav Yakovlev, annonce que les états baltes ont manifesté leur intérêt à participer à l’Eurovision junior 2016. Cet intérêt ne se concrétisera cependant pas,. 
La première participation du pays est annoncée le 29 août 2023 sur le site internet et les réseaux sociaux du concours, qui inscrivent l'Estonie en tant qu'un des 16 pays participants à la 21e édition du concours de chansons pour enfants organisé par l'UER.

## Résultats
Le meilleur résultat du pays est pour l'instant la 14e place obtenue par ANNABELLE à Madrid en 2024, tandis que le moins bon est la 15e place obtenue à Nice en 2023. L'Estonie n'a jamais gagné le concours et n'a jamais fini à la dernière place

## Représentants
| Édition          | Année | Artiste   | Chanson      | Langue(s)         | Traduction du titre | Place | Points |
| ---------------- | ----- | --------- | ------------ | ----------------- | ------------------- | ----- | ------ |
| 21e              | 2023  | ARHANNA   | Hoiame Kokku | Estonien, anglais | Restons ensemble    | 15    | 49     |
| 22e              | 2024  | ANNABELLE | Tänavad      | Estonien          | Les rues            | 14    | 55     |
| Retrait en 2025. |       |           |              |                   |                     |       |        |

- Première place
- Deuxième place
- Troisième place
- Dernière place

## Galerie

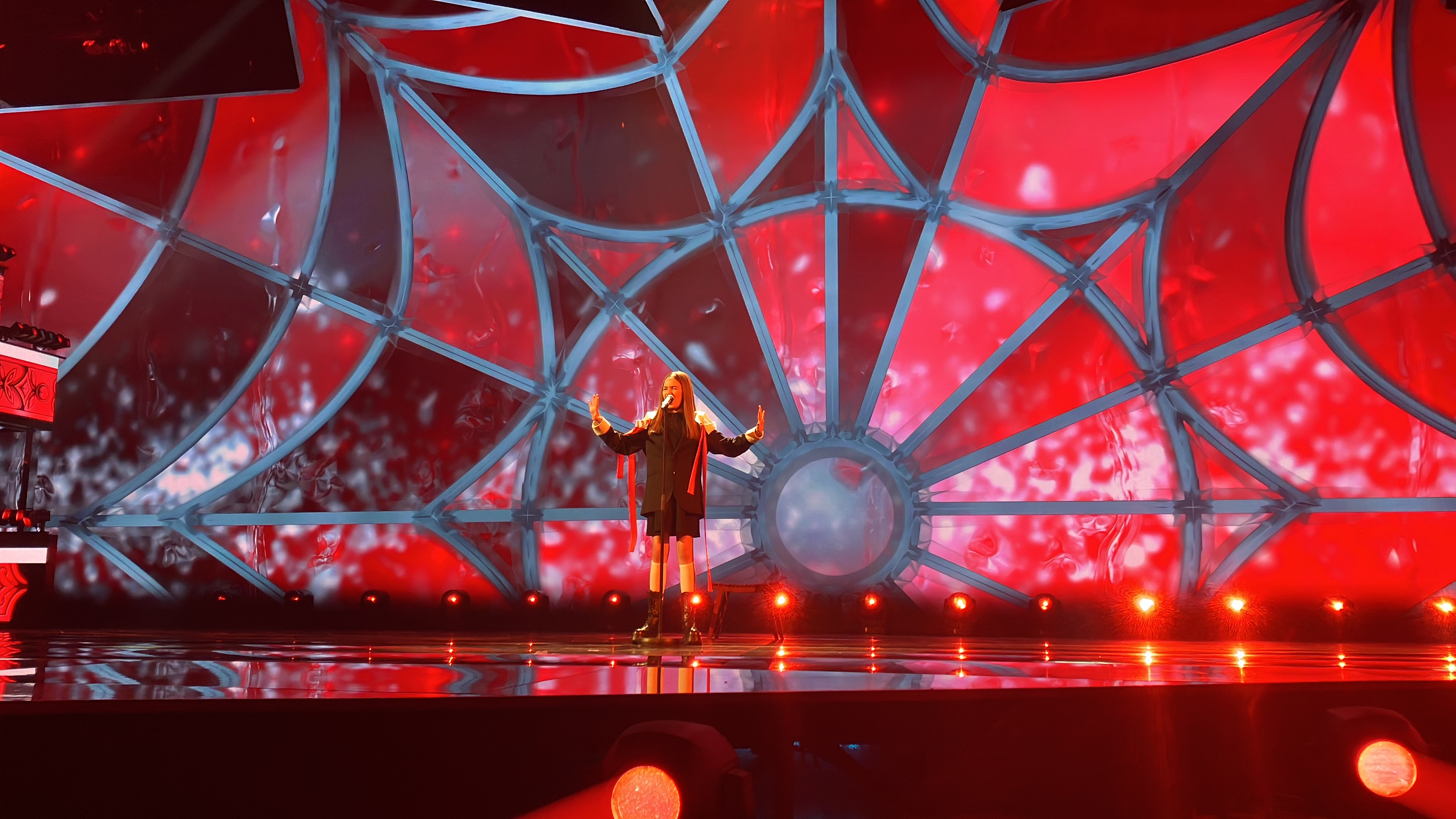
ARHANNA à Nice (2023).